# NS102
NS102是一种含氮有机化合物，化学式为C12H11N3O4，常温常压下为黄色固体，不溶于水，可作为卡英酸受体的拮抗剂。